# 괴산 청덕사
괴산 청덕사(槐山 淸德祠)는 충청북도 괴산군 불정면에 있는, 태조 이성계의 첫째 아들인 진안대군 이방우와 대군의 첫째 아들인 봉령후의 위패를 모신 사당이다. 1990년 12월 24일 충청북도의 문화재자료 제9호로 지정되었다.

## 개요
태조 이성계의 첫째 아들인 진안대군 이방우와 대군의 첫째 아들인 봉령후의 위패를 모신 사당이다.
이방우(？∼1393)는 부친이 혁명의 뜻이 있음을 알고 해주에 은거하다 죽고, 사후에 진안대군에 봉해졌다.
순조 31년(1831)에 세운 이 건물의 ‘청덕(淸德)’이라는 이름은 대군이 청빈하고 덕이 있다고 하여 붙인 것으로 ‘청덕사’라고 쓴 현판을 솟을삼문에 걸었다. 솟을삼문 둘레로는 담장을 두르고 외삼문 안에는 연못을 조성하였다.
건물 구조는 앞면 3칸·옆면 1칸 반 규모로, 지붕은 옆면에서 볼 때 사람(人)자 모양인 맞배지붕이다.

## 참고 자료
- 괴산 청덕사 - 국가유산청 국가유산포털